# Мірта Васкес
Мірта Естер Васкес Чукілін (ісп. Mirtha Esther Vásquez Chuquilín; (31 березня 1975 , Кахамарка )) — перуанський адвокат і політик, яка обіймала посаду прем'єр-міністра Перу 6 жовтня 2021 року — 31 січня 2022.
17 листопада 2020 — 26 липня 2021 виконувала обов'язки голови конгресу, була обрана до Конгресу від виборчого округу Кахамарка від незалежної парламентської групи Широкого фронту.

## Раннє життя та освіта
Васкес, народжена у північному регіоні Кахамарка, здообула диплом юриста у Національному університеті Кахамарки, а потім здобув ступінь магістра соціального управління у Папському католицькому університеті Перу.

## Кар'єра
Васкес була лектором у своїй альма-матер, Національному університеті Кахамарки.
Вона також була адвокатом і виконавчим секретарем «Grufides», аналітичного центру з прав людини та захисту навколишнього середовища, що базується у Кахамарці.

Була юристом в Асоціації з прав людини (APRODEH) та членом ради директорів Національного координатора з прав людини, а також оглядачем у «Noticias SER».
Обрана до Конгресу Перу на парламентських виборах 2020, Васкес представляла виборчий округ Кахамарка та коаліцію Широкого фронту.
Після відставки Мануеля Меріно з посади президента Перу 15 листопада 2020 року вона була обрана першим віце-президентом Конгресу, який очолив Франсіско Сагасті.

Оскільки Сагасті обійняв посаду президента через конституційну спадщину на посаді президента Конгресу, Васкес обійняла цю посаду тимчасово.
6 жовтня 2021 року Васкес була призначена прем'єр-міністром Перу президентом Педро Кастільо.
Вона є шостою жінкою, яка обіймає цю посаду.

Мірта пішла у відставку 31 січня 2022 року, що прискорило зміни у кабінеті міністрів Кастільо.